# Pieter Aertsen

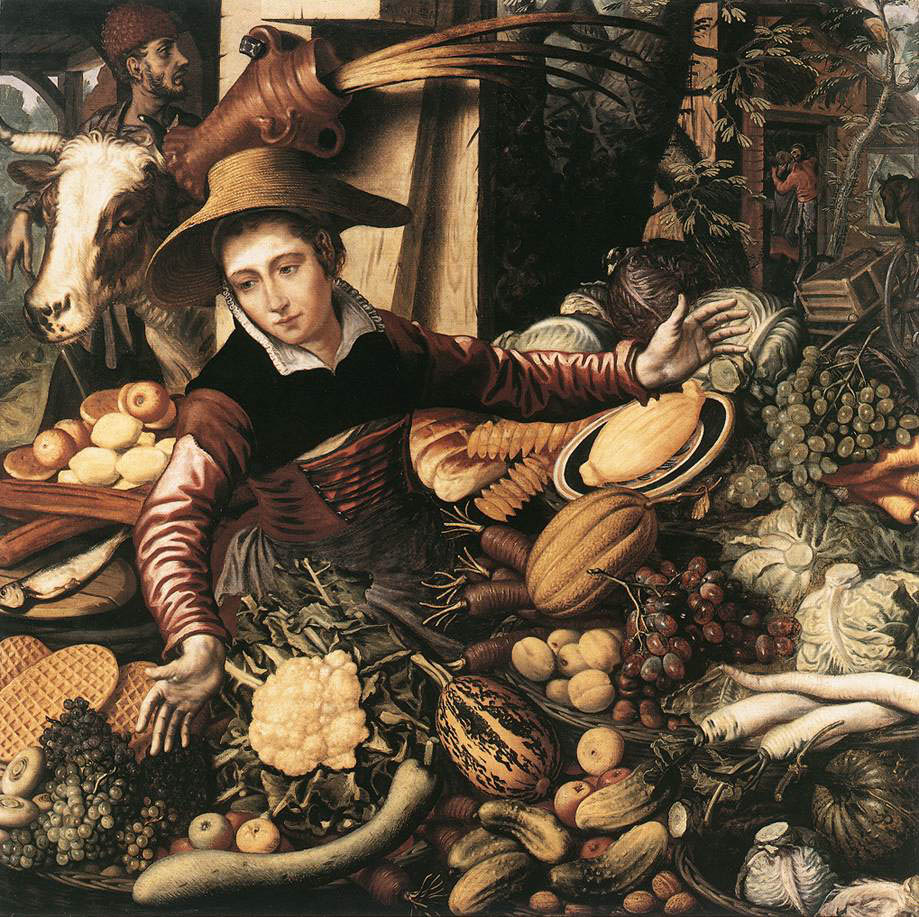
Grönsaksförsäljerskan (1567). Staatliche Museen, Berlin.

Frukt och grösakshandel (1569)

Pieter Aertsen, född cirka 1508 i Amsterdam, död 3 juni 1575 i Amsterdam, var en nederländsk målare aktiv i Amsterdam och Antwerpen. Han kallades även Pier Lange eller de lange Pier eftersom han var ovanligt lång.

## Biografi
Aertsen var pionjär inom stilleben- och genremåleri. Aertsens genre- och stillebenmålningar var stilistiskt inflytelserika på 1600-talets nederländska genremåleri. Många av hans målningar med religiösa motiv förstördes i samband med de kalvinistiska bildstormarna. Aertsen målade ofta realistiskt utförda köksscener och scener från salutorgen där han behandlade bibliska motiv, ofta Jesu lidande, eller skildrade allmogescener i bakgrunden. Det märks att de frodiga och i naturlig storlek framställda månglerskorna och de ypperligt återgivna matvarorna av olika slag, var det som intresserade honom mest att återge.
Aertsen var elev till Allart Claeszoon i Amsterdam och åtminstone från 1535 verksam i Antwerpen, men från ungefär 1556 till sin död var han åter bosatt i Amsterdam. I Antwerpen påverkades han av den flamländska konsten, särskilt av Quinten Matsys, och han blev en av vägbrytarna för det nederländska genremåleriet. Hans altartavlor, som uppskattades mycket av sin samtiden, förstördes vid bildstormningen 1566, så att endast fragment numera återstår.
Bland hans bästa tavlor räknas Äggdansen i Rijksmuseum i Amsterdam. Nationalmuseum i Stockholm äger en tavla Köksscen vid gåstiden som är daterad 1562 och som kommer från kejsar Rudolf II:s samling, och som förr tillskrevs hans elev, flamländaren J. Bueckeleer. I Uppsala universitets konstsamling ingår Interiör av en slaktarbod daterad 1551, med ett flått oxhuvud och i bakgrunden den Jesus och hans föräldrar under flykten till Egypten. Även denna tavla är troligen tagen i Prag 1648. På Hallwylska museet finns några stilleben.